# Anthony Stewart
Anthony Enrique Stewart Friederici (Bocas del Toro, 3 de agosto de 2002) es un futbolista panameño que juega como delantero en el Club Atlético Independiente de La Chorrera de la Primera División de Panamá.

## Trayectoria

### CA Independiente
Se formó en las categorías inferiores del Club Atlético Independiente de La Chorrera. Con el segundo equipo jugó el Torneo Apertura 2021 Liga Prom en donde fueron eliminados en las semifinales de la conferencia oeste en donde perdieron 7 a 6 en las tandas de los penales en donde quedó en un marcador global de 1 a 1 contra el Mario Méndez FC. Jugó el Torneo Clausura 2021 Liga Prom en donde quedaron en la tercera posición en la zona sur de la conferencia oeste quedándose a un paso de clasificarse a las semifinales de la conferencia. Jugó el Torneo Apertura 2022 Liga Prom en donde quedaron eliminados en las semifinales de la conferencia oeste en donde perdieron 2 a 1 contra el Mario Méndez FC. Jugó el Torneo Clausura 2022 Liga Prom en donde quedaron en la cuarta posición de la zona sur de la conferencia oeste. Debutó con el primer equipo en la Primera División de Panamá el 18 de febrero de 2021 en la victoria 0 a 1 contra el Herrera FC en el Estadio Los Milagros saliendo de suplente y entró al minuto 60 por Guido Rouse. En el Torneo Apertura 2021 jugó 7 partidos en donde fueron eliminados en los playoff en donde perdieron 7 a 8 en las tandas de los penales en donde quedó en un marcador de 0 a 0 en los tiempos extras contra el Sporting SM en el Estadio Agustín Muquita Sánchez en donde no estuvo convocado. En el Torneo Clausura 2021 jugó 9 partidos en donde fueron eliminados nuevamente en los playoff esta vez perdieron un marcador de 1 a 3 en los tiempos extras contra el Alianza FC en el Estadio Agustín Muquita Sánchez en donde no estuvo convocado. En el Torneo Apertura 2022 jugó 1 partido en donde fueron eliminados nuevamente en los playoff esta vez perdieron en un marcador de 1 a 2 en los tiempos extras contra el Tauro FC en el Estadio Agustín Muquita Sánchez en donde no estuvo convocado. Salió campeón del Torneo Clausura 2022 en donde ganaron la final 2 a 1 contra el CD Universitario en el Estadio Rommel Fernández en donde no estuvo convocado, en dicho torneo jugó 11 partidos y anotó 3 goles. Salió campeón del Torneo Apertura 2023 en donde se consagraron bicampeón en donde le ganaron la final 3 a 1 contra el Tauro FC en el Estadio Rommel Fernández en donde fue suplente y entró al minuto 74 por Carlos Small, en dicho torneo jugó 14 partidos y anotó 4 goles. En la Copa Centroamericana de Concacaf 2023 jugó 5 partidos y anotó 1 gol en donde fueron eliminados en la semifinales en donde perdieron en un marcador global de 2 a 3 contra el Real Estelí en donde jugó en 1 partido. Salió campeón del Torneo Clausura 2023 en donde se consagraron tricampeón en donde ganaron la final 3 a 0 contra el Tauro FC en el Estadio Rommel Fernández en donde fue suplente, entró al minuto 69 por Carlos Small y anotó el tercer gol del equipo al minuto 89, en dicho torneo jugó 15 partidos y anotó 2 goles.

### Deportivo Malacateco
El 1 de enero de 2024 fue anunciado como nuevo jugador del Deportivo Malacateco, cedido por el Club Atlético Independiente de La Chorrera. Debutó con el club 20 de enero de 2024 en la victoria 1 a 0 contra el Xelajú Mario Camposeco en el Estadio Santa Lucía en donde  fue suplente y entró al minuto 70 por Ángel López. En el Torneo Clausura 2024 jugó 16 partidos y anotó 2 goles en donde fueron eliminados en los cuartos de finales en donde perdieron en un marcador global de 6 a 3 contra el Club Social y Deportivo Municipal en donde jugó en 1 partido.

### CA Independiente
El 30 de junio de 2024 fue anunciado su regreso al Club Atlético Independiente de La Chorrera después de su cesión en Guatemala. Disputó su primer partido después de su regreso el 22 de julio de 2024 en la victoria 1 a 0 contra el Herrera FC en el Estadio Agustín Muquita Sánchez en donde fue titular, anotó el gol de la victoria al minuto 23 y jugó hasta el 57.

## Clubes
| Club                 | País      | Año         |
| -------------------- | --------- | ----------- |
| CA Independiente     | Panamá    | 2021 - 2023 |
| Deportivo Malacateco | Guatemala | 2024        |
| CA Independiente     | Panamá    | 2024 - act. |

## Palmarés

### Títulos nacionales
| Título           | Club             | País   | Año    |
| ---------------- | ---------------- | ------ | ------ |
| Primera División | CA Independiente | Panamá | 2022-C |
| Primera División | CA Independiente | Panamá | 2023-A |
| Primera División | CA Independiente | Panamá | 2023-C |